# Campeonato manomanista 2004
La LIX edición del Campeonato manomanista, máxima competición de pelota vasca en la variante de pelota mano profesional de primera categoría, se disputó en el año 2004. Fue la segunda edición organizada por la LEPM (Liga de Empresas de Pelota Mano), compuesta por las dos principales empresas dentro del ámbito profesional de la pelota mano, Asegarce y ASPE.
En cuartos de final esperaban los cuatro semifinalistas de la edición anterior Olaizola I, Olaizola II, Patxi Ruiz y Barriola, de conformidad con el modelo de competición instaurado desde el año 2003. Las semifinales se jugaban en sistema de liguilla sin posibilidad de aplazamiento.
Esta edición estuvo marcada por la llegada del neoprofesional Martínez de Irujo, que en su primer año de profesional, fue inscrito en el manomanista de 1ª categoría dado su excelente rendimiento en el Campeonato de mano parejas y su actuación no defraudó, dado que logró la hazaña de llevarse la txapela. Sus comienzos fueron dubitativos dado que no tuvo suficiente tiempo para preparar el campeonato, pero una vez rodado no encontró rival y se llevó la final sin excesivos problemas ante un debutante también en las rondas finales del campeonato como el francés Xala.

## Dieciseisavos de final
| Fecha    | Frontón y localidad           | Rojo     | Azul              | Tanteo |
| -------- | ----------------------------- | -------- | ----------------- | ------ |
| 27/03/04 | Barakaldes, Baracaldo         | Agirre   | Martínez de Irujo | 19-22  |
| 20/03/04 | Labrit, Pamplona              | Koka     | Goñi II           | 22-11  |
| 29/03/04 | Beotibar, Tolosa              | Rai      | Goñi III          | 10-22  |
| 22/03/04 | Beotibar, Tolosa              | Eugi     | Bengoetxea VI     | 22-12  |
| 28/03/04 | Astelena, Éibar               | González | Otxandorena       | 22-08  |
| 21/03/04 | Astelena, Éibar               | Xala     | Peñagarikano      | 22-11  |
| 26/03/04 | Municipal de Ceánuri, Ceánuri | Lasa III | Zearra            | 10-22  |
| 27/03/04 | Labrit, Pamplona              | Esain    | Pascual           | 05-22  |

## Octavos de final
| Fecha    | Frontón y localidad               | Rojo     | Azul              | Tanteo |
| -------- | --------------------------------- | -------- | ----------------- | ------ |
| 03/04/04 | Labrit, Pamplona                  | González | Martínez de Irujo | 13-22  |
| 04/04/04 | Astelena, Éibar                   | Koka     | Xala              | 12-22  |
| 03/04/04 | Municipal de Etxebarri, Echévarri | Zearra   | Goñi III          | 22-04  |
| 02/04/04 | Municipal de Lezama, Lezama       | Eugi     | Pascual           | 22-12  |

## Cuartos de final
| Fecha    | Frontón y localidad  | Rojo        | Azul              | Tanteo |
| -------- | -------------------- | ----------- | ----------------- | ------ |
| 10/04/04 | Labrit, Pamplona     | Olaizola I  | Martínez de Irujo | 11-22  |
| 11/04/04 | Aritzbatalde, Zarauz | Patxi Ruiz  | Xala              | 06-22  |
| 12/04/04 | Astelena, Éibar      | Olaizola II | Zearra            | 22-09  |
| 09/04/04 | Beotibar, Tolosa     | Barriola    | Eugi              | 04-22  |

## Liguilla de semifinales
| Fecha    | Frontón y localidad        | Rojo              | Azul              | Tanteo |
| -------- | -------------------------- | ----------------- | ----------------- | ------ |
| 24/04/04 | Santanape, Guernica y Luno | Martínez de Irujo | Xala              | 22-15  |
| 25/04/04 | -                          | Eugi (enfermo)    | Olaizola II       | 0-22   |
| 08/05/04 | Labrit, Pamplona           | Eugi              | Xala              | 19-22  |
| 09/05/04 | Ogueta, Vitoria            | Martínez de Irujo | Olaizola II       | 22-01  |
| 22/05/04 | -                          | Eugi (lesión)     | Martínez de Irujo | 0-22   |
| 23/05/04 | Atano III, San Sebastián   | Olaizola II       | Xala              | 18-22  |

### Clasificación de la liguilla
| Pelotari | Pelotari          | Partidos jugados | Partidos ganados | Partidos perdidos | Puntos a favor | Puntos en contra | Dif. |
| -------- | ----------------- | ---------------- | ---------------- | ----------------- | -------------- | ---------------- | ---- |
| 1        | Martínez de Irujo | 3                | 3                | 0                 | 66             | 16               | +50  |
| 2        | Olaizola II       | 3                | 2                | 1                 | 45             | 40               | +5   |
| 3        | Xala              | 3                | 1                | 2                 | 55             | 63               | -8   |
| 4        | Eugi              | 3                | 0                | 3                 | 19             | 66               | -47  |

## Final
| Fecha    | Frontón y localidad      | Rojo              | Azul | Tanteo |
| -------- | ------------------------ | ----------------- | ---- | ------ |
| 13/06/04 | Atano III, San Sebastián | Martínez de Irujo | Xala | 22-12  |

- Datos: Q5400216